# Jantony Ortíz
Jantony Ortíz Marcano (ur. 21 lipca 1994 w Humacao) – portorykański bokser, brązowy medalista igrzysk panamerykańskich.
W roku 2011, w wieku 17 lat, wystąpił na Igrzyskach Panamerykańskich w Gudalajarze zdobywając brązowy medal w wadze papierowej. Pokonał Juniora Zarate z Argentyny i Gilberto Pedrozę (Panama), a w półfinale przegrał z Kubańczykiem Yosbanym Veitią.
W 2012 po uzyskaniu w Rio de Janeiro kwalifikacji wystąpił na Igrzyskach Olimpijskich w Londynie. W pierwszym pojedynku wygrał z Tettehem Sulemanu z Ghany, a następnie przegrał z Rosjaninem Dawidem Ajrapetianem.